# إليزابيث مولر جنسن
إليزابيث مولر جنسن (بالدنماركية: Elisabeth Møller Jensen)‏ هي كاتِبة ومديرة دنماركية، ولدت في 31 ديسمبر 1946.

## السيرة الذاتية
وُلدت إليزابيث مولر جنسين في 31 ديسمبر / كانون الأول عام 1946 في ليمفيج في غرب يوتلاند، وهي ابنة الخباز والعامل تاغ جنسين (1921 - 1994) ووالدتها غودرون بورغولم (1921 - 1975). نشأت جنسين في بيئة ديمقراطية اجتماعية، حيث التحقت مع إخوتها الثلاثة في مدرسة ستروير جيمنيزيوم الثانوية، وتخرجت منها في عام 1967. ثم انتقلت إلى العاصمة حيث درست اللغة الدنماركية والروسية في جامعة كوبنهاغن. تخصصت لاحقًا في اللغة الدنماركية، ورُشحت لنيل شهادة الدكتوراه في عام 1977.
بدأت جنسين منذ عام 1973 بالتدريس في الجامعة وأصبحت أكثر نشاطًا في مجال السياسة، حيث انضمت إلى العديد من المنظمات اليسارية المتطرفة. واصلت التدريس لفترات قصيرة في العديد من الجامعات المختلفة، وحصلت على درجة الماجستير في الأدب الشمالي من جامعة آرهوس في عام 1984. نشرت مقالة عن الكاتبة النرويجية كاميلا كوليت في عام 1987 تحت اسم (شغف التحرر).
شاركت بصفة أساسية في مشروع بحثي منذ عام 1981 مما أهلها لتصبح محررة في موسوعة (تاريخ الأدب النسائي في بلدان الشمال الأوروبي) التي نُشرت ضمن خمسة مجلدات ضخمة بدءا من عام 1993 وحتى عام 1998. وأصبحت جنسين مديرة كفينفو في عام 1990 حيث زادت عدد الموظفين ثلاثة أضعاف، وأعادت تصميم شكل مجلتها وأنشأت أول قاعدة بيانات على الإنترنت مخصصة للنساء في أوروبا. وأطلقت في عام 2006 برنامج كفينفو لحوار النساء، وقامت بالتركيز على النساء في الشرق الأوسط. تقاعدت من كفينفو في فبراير / شباط عام 2014 بعد نحو 24 عامًا من العمل.

## الجوائز
تلقت مولر جنسين العديد من الجوائز بما في ذلك جائزة ليس جاكوبسن في عام 1994 عن عملها كمحررة لموسوعة (تاريخ الأدب النسائي في بلدان الشمال الأوروبي) ومنحة السفر (Tagea Brandt Rejselegat) في عام 2004. تم تكريمها في عام 2006 بوسام دانيبروغ بدرجة فارس.